# Nerv senzitiv
Nervul senzitiv este un nerv care conduce informațiile preluate de către orice zona a organismului către sistemul nervos central, iar mai apoi către creier.

## Clasificare
Nervii senzitivi se clasifică pe părți, astfel încât există nervi senzitivi responsabili pentru temperatură, durere, plăcere etc.